# 居里研究所

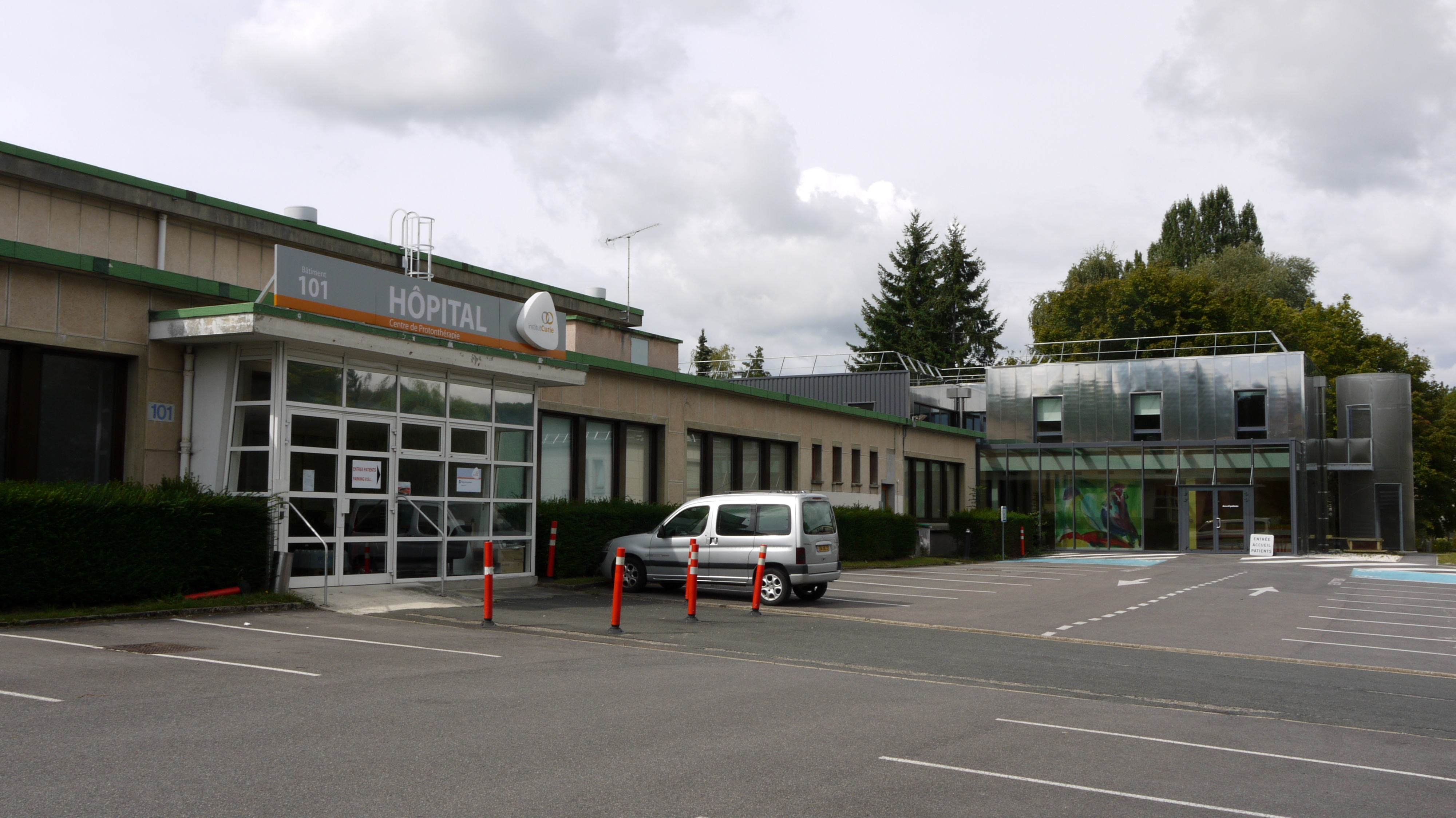
质子治疗中心

居里研究所（法語：Institut Curie）是位于法国巴黎的医学、生物学和生物物理学研究中心，由一个基金会运营，位居世界生物物理学、细胞生物学和癌症研究领域的前沿。该研究所包括两家专门从事癌症治疗的医院。